# Prințesa Elizabeta a Iugoslaviei
Prințesa Elizabeta al Iugoslaviei (în sârbă Јелисавета Карађорђевић; n. 7 aprilie 1936, Belgrad, Regatul Iugoslaviei) este membră al dinastiei Karagheoghevic, activistă pentru drepturile omului și fost candidat la președinția Serbiei.

## Biografie
Prințesa Elisabeta s-a născut la Palatul Alb din Belgrad, fiind al treilea copil și singura fiică a prințului Paul al Iugoslaviei și a prințesei Olga a Greciei și Danemarcei. Frații ei mai mari au fost prințul Nicolae și prințul Alexandru al Iugoslaviei, care s-au căsătorit, în primul rând, cu prințesa Maria Pia de Bourbon-Parma și, în al doilea rând, cu prințesa Barbara de Liechtenstein. Este verișoară a doua paternă a reginei Sofia a Spaniei și a regelui Charles al III-lea și verișoară primară maternă a prințului Edward, Duce de Kent și a fraților săi, prințul Michael de Kent și prințesa Alexandra, Lady Ogilvy.
De asemenea, este verișoară de gradul al treilea matern al regelui Willem-Alexander al Țărilor de Jos. Este stră-stră-strănepoata lui Karađorđe Petrović, care a inițiat Prima Revoltă Sârbă împotriva turcilor în 1804. Nașa și omonimul ei a fost mătușa ei maternă, Prințesa Elisabeta a Greciei și Danemarcei.

## Educație
Prințesa Elisabeta a fost educată în Kenya, Marea Britanie și Elveția, iar în cele din urmă a studiat istoria artelor frumoase la Paris. Vorbește engleză, franceză, spaniolă, italiană și sârbă.

## Viață personală
Prințesa Elisabeta a fost căsătorită cu Howard Oxenberg (1919-2010), un producător de îmbrăcăminte evreu american și prieten apropiat al familiei Kennedy. S-au căsătorit la 21 ianuarie 1961 și au divorțat în 1966. Au două fiice (și trei nepoate):
- Catherine Oxenberg (n. 22 septembrie 1961) s-a căsătorit pentru scurt timp cu Robert Evans în iulie 1998, căsătoria fiind anulată nouă zile mai târziu. S-a căsătorit cu Casper Van Dien la 8 mai 1999. Au avut două fiice și au divorțat în 2015. Ea mai are o fiică, născută în 1991, dintr-o relație anterioară.
  - India Riven Oxenberg (n. 7 iunie 1991)
  - Maya Van Dien (n. 20 septembrie 2001)
  - Celeste Alma Van Dien (n. 3 octombrie 2003)

- Christina Oxenberg (n. 27 decembrie 1962) s-a căsătorit cu Damian Elwes în mai 1986, ulterior au divorțat.[10]

A doua căsătorie a prințesei Elisabeta a fost cu Neil Balfour de Dawyck (n. 12 august 1944) la 23 septembrie 1969. A fost nepotul lui Alexander Balfour. Au divorțat în noiembrie 1978. Au un fiu (și patru nepoate):
- Nicholas Augustus Roxburgh Balfour (n. 6 iunie 1970) s-a căsătorit cu Jonkvrouw Stéphanie de Brouwer (n. 1971) în 2000. Ei au patru fiice:
  - India Lily Balfour (n. 17 octombrie 2002)
  - Gloria Elizabeth Balfour (n. 11 noiembrie 2005)
  - Olympia Rose Balfour (n. 27 iunie 2007)
  - Georgia Veronika Stefania Balfour (n. 10 septembrie 2010)

În 1974, a fost logodită pentru scurt timp cu actorul Richard Burton, după primul divorț al acestuia de Elizabeth Taylor.

Prințesa Elisabeta s-a căsătorit a treia oară, la 28 februarie 1987, cu fostul prim-ministru al Peru Manuel Ulloa Elías (1922-1992). S-au separat în 1989, deși căsătoria nu a fost niciodată dizolvată oficial. În 1992, Ulloa Elías a murit, ceea ce a făcut ca prințesa să devină oficial văduvă.

## Carieră politică
Ea a decis să candideze la alegerile prezidențiale din Serbia din 2004, în ciuda faptului că vărul ei, Alexandru, a obiectat că familia regală ar trebui să rămână în afara politicii. După încheierea celui de-al Doilea Război Mondial, Familia Regală a fost alungată din țară, iar bunurile lor au fost confiscate. „În caz de victorie”, a declarat ea, „prioritatea mea nu ar fi revenirea la o monarhie, ci formarea unui stat real”. Ea a obținut 63.991 de voturi, adică 2,1%, terminând pe locul 6 din 15 candidați.

## Premii și distincții
Prințesei Elisabeta i s-a acordat stema heraldică la 20 iunie 2008. Motto-ul ei se traduce în limba română prin Serviciul este dragoste în acțiune.
- Mare Patron al Ordinului Fleur of Lys (Regatul Unit).[13]
- Dame Grand Cordon al Ordinului Regal și Hașemit al Perlei (Sultanatul Sulu).[14]